# أدولف برديس
أدولف برديس (بالألمانية: Adolf Brudes)‏ مواليد 15 أكتوبر 1899 في محافظة سيليزيا، بولندا، كان سائق فورملا 1 ألماني سابق كان قد بدأ مسيرته الاحترافية عام 1952. كان أول سباق له هو سباق الجائزة الكبرى الألماني 1952.

## سباقات شارك فيها
- لو مان 24 ساعة
- بطولة العالم للسيارات الرياضية